# بنگله ۹۶ مسجدسلیمان
بنگله ۹۶ مسجدسلیمان مربوط به دوران‌های تاریخی پس از اسلام است و در شهرستان مسجدسلیمان، محله ی انبار خوراکی واقع شده و این اثر در تاریخ ۲۱ مهر ۱۳۹۸ با شمارهٔ ثبت ۳۲۷۲۵ به‌عنوان یکی از آثار ملی ایران به ثبت رسیده است.